# Saison 2025-2026 du Pau FC
Dernière mise à jour : 8 août 2025.
Chronologie
Saison précédente Saison suivante
La saison 2025-2026 du Pau FC est la 67e saison du Pau FC et la 6e saison consécutive de l'équipe première en championnat de France de football de Ligue 2. 
Après avoir terminé à la 13e place de Ligue 2 2024-2025, le Pau FC entre en lice en Ligue 2 2025-2026 et en Coupe de France.

## Contexte
Après avoir assuré son maintien en Ligue 2 à l’issue de la saison 2024-2025, le Pau FC entame un nouveau cycle sous la houlette de Nicolas Usaï, confirmé à son poste, malgré des rumeurs de dissensions. La préparation a débuté dès le 24 juin 2025, avec un effectif partiellement renouvelé.
Pour la saison 2025-2026, le Pau FC dévoile ses nouveaux maillots à travers une vidéo diffusée sur ses réseaux sociaux. Conçus par Floran Malsan, responsable de la communication du club, les maillots s’inscrivent dans un projet intitulé « Culture foot et héritage royal », mêlant références aux maillots vintage européens et éléments liés à l’histoire royale de la ville de Pau .

### Encadrement technique et administratif
- Président : Bernard Laporte-Fray
- Directeur sportif : Luis de Sousa
- Entraîneur : Nicolas Usaï
- Entraîneur adjoint : Thibault Giresse, Nicolas Piresse
- Préparateur physique : Pierre Lamugue
- Entraîneur des gardiens : Anthony Babikian

### Budget et encadrement financier
Le 12 juin 2025, la DNCG valide le budget du Pau FC, estimé autour de 7 millions d’euros, dont 700 000 issus des droits TV. Le club pourrait percevoir entre 900 000 et 1,2 million d’euros en cas de transfert de son ancien attaquant Moussa Sylla (FC Schalke 04), dont il détient 15 % sur la revente.

### Transferts
Le Pau FC enregistre plusieurs arrivées majeures durant l’intersaison 2025,. Le club conserve Daylam Meddah, lève l’option de Esteban Salles, et recrute notamment Setigui Karamoko (SC Aubagne AB), Neil Glossoa (en) (AJ Auxerre) et Giovani Versini, révélation du National 2024-2025 avec la Berrichonne de Châteauroux. Le défenseur central Anthony Briançon (AS Saint-Étienne) et le gardien Noah Raveyre (Milan AC) rejoignent également l’effectif, tout comme l’attaquant marocain Omar Sadik (RCD Espanyol Barcelone, prêt). Le milieu Kyllian Gasnier réintégre l’effectif après un prêt au Valenciennes FC.  Le 31 juillet 2025, le club annonce la signature de Rayan Touzghar(EA Guingamp, prêt).
Côté départs, le club cède notamment Antoine Mille à l’ES Troyes AC, Thérence Koudou au KV Malines et Oumar Ngom à l’Estrela Amadora. 
En août, le latéral Tom Pouilly (RC Lens) et l’attaquant Omar Sissoko (Paris FC, prêt) viennent renforcer l’équipe. Dans le même temps, Taïryk Arconte repart à Rodez et Cheikh Fall (en) signe en provenance de l’AS Saint-Étienne, qui conserve 50 % sur une éventuelle revente.
Au total, le mercato est marqué par 15 arrivées et 16 départs, et par un rajeunissement notable de l’effectif, dont la moyenne d’âge passe de 27 à 24 ans. 

#### Mercato estival
mise à jour: 5 août 2025
| Type    | Poste             | Nom                 | Âge | Nat.                        | Transfert        | Durée     | Indemnité   | Date          | Provenance/Destination                     |
| ------- | ----------------- | ------------------- | --- | --------------------------- | ---------------- | --------- | ----------- | ------------- | ------------------------------------------ |
| Arrivée | Milieu de terrain | Kyllian Gasnier     | 22  | Drapeau de la France        | Retour de Prêt   | NC        | Libre       | Mercato d'été | Valenciennes FC (National)                 |
| Arrivée | Défenseur         | Daylam Meddah       | 22  | Drapeau de la France        | Transfert        | 2025-2027 | Libre       | Mercato d'été | SM Caen (National)                         |
| Arrivée | Défenseur         | Neil Glossoa (en)   | 20  | Drapeau de la France        | Transfert        | 2025-2027 | Libre       | Mercato d'été | AJ Auxerre (Ligue 1)                       |
| Arrivée | Gardien de but    | Esteban Salles      | 31  | Drapeau de la France        | Transfert        | 2025-2027 | Libre       | Mercato d'été | US Concarneau (National)                   |
| Arrivée | Défenseur         | Setigui Karamoko    | 25  | Drapeau de la France        | Transfert        | 2025-2027 | Libre       | Mercato d'été | SC Aubagne AB (National)                   |
| Arrivée | Attaquant         | Giovani Versini     | 21  | Drapeau de la France        | Transfert        | 2025-2027 | Libre       | Mercato d'été | Châteauroux (National)                     |
| Arrivée | Milieu de terrain | Edhy Zuliani        | 21  | Drapeau de l'Algérie        | Prêt             | 2025      | NC          | Mercato d'été | Toulouse FC (Ligue 1)                      |
| Arrivée | Défenseur         | Enzo Derouin (en)   | 18  | Drapeau de la France        | Transfert        | 2025-2027 | Libre       | Mercato d'été | FCBA (National 3)                          |
| Arrivée | Défenseur         | Anthony Briançon    | 30  | Drapeau de la France        | Transfert        | 2025-2027 | Libre       | Mercato d'été | AS Saint-Etienne (Ligue 1)                 |
| Arrivée | Gardien de but    | Tao Belabdi (en)    | 17  | Drapeau du Maroc            | Transfert        | NC        | Libre       | Mercato d'été | Nîmes Olympique (National 2)               |
| Arrivée | Attaquant         | Omar Sadik          | 21  | Drapeau du Maroc            | Prêt             | 2025-2026 | NC          | Mercato d'été | RCD Espanyol (LaLiga EA Sports)            |
| Arrivée | Gardien de but    | Noah Raveyre        | 20  | Drapeau de la France        | Transfert        | 2025-2028 | NC          | Mercato d'été | Milan AC (Serie A)                         |
| Arrivée | Défenseur         | Tom Pouilly         | 22  | Drapeau de la France        | Transfert        | 2025-2028 | NC          | Mercato d'été | RC Lens (Ligue 1)                          |
| Arrivée | Attaquant         | Omar Sissoko        | 20  | Drapeau de la France        | Prêt (sans OA)   | 2025-2026 | Libre       | Mercato d'été | Paris FC (Ligue 1)                         |
| Arrivée | Milieu de terrain | Cheikh Fall (en)    | 21  | Drapeau du Sénégal          | Transfert        | 2025-2026 | Libre       | Mercato d'été | AS Saint-Étienne (Ligue 1)                 |
| Départ  | Attaquant         | Yonis Njoh          | 21  | Drapeau de la France        | Transfert        | 2029      | 139 000 €   | Mercato d'été | Viborg FF (Superliga)                      |
| Départ  | Attaquant         | Kandet Diawara      | 25  | Drapeau de la Guinée        | Fin de Prêt (OA) | 2025      | NC          | Mercato d'été | Le Havre AC (Ligue 1)                      |
| Départ  | Gardien de but    | Bingourou Kamara    | 28  | Drapeau du Sénégal          | Fin de Contrat   | -         | NC          | Mercato d'été | -                                          |
| Départ  | Gardien de but    | Mehdi Jeannin       | 34  | Drapeau de la France        | Fin de Contrat   | -         | NC          | Mercato d'été | FC Sochaux (National)                      |
| Départ  | Défenseur         | Xavier Kouassi      | 35  | Drapeau de la Côte d'Ivoire | Fin de Contrat   | -         | NC          | Mercato d'été | -                                          |
| Départ  | Défenseur         | Jordy Gaspar        | 28  | Drapeau de la France        | Fin de Contrat   | -         | NC          | Mercato d'été | -                                          |
| Départ  | Défenseur         | Johann Obiang       | 31  | Drapeau du Gabon            | Fin de Contrat   | -         | NC          | Mercato d'été | -                                          |
| Départ  | Défenseur         | Kenji-Van Boto      | 29  | Drapeau de Madagascar       | Fin de Contrat   | -         | NC          | Mercato d'été | -                                          |
| Départ  | Milieu de terrain | Joseph Lopy         | 33  | Drapeau du Sénégal          | Fin de Prêt (OA) | 2025      | NC          | Mercato d'été | Angers SCO (Ligue 1)                       |
| Départ  | Attaquant         | Mehdi Chahiri       | 28  | Drapeau de la France        | Fin de Contrat   | -         | NC          | Mercato d'été | -                                          |
| Départ  | Défenseur         | Evan's Jean-Lambert | 26  | Drapeau de la France        | Fin de Contrat   | -         | NC          | Mercato d'été | -                                          |
| Départ  | Défenseur         | Thérence Koudou     | 20  | Drapeau de la France        | Transfert        | 2029      | 1 200 000 € | Mercato d'été | Yellow Red KV Malines (Jupiler Pro League) |
| Départ  | Milieu de terrain | Antoine Mille       | 27  | Drapeau de la France        | Transfert        | 2029      | NC          | Mercato d'été | ES Troyes AC (Ligue 2)                     |
| Départ  | Milieu de terrain | Oumar Ngom          | 21  | Drapeau de la Mauritanie    | Transfert        | 2028      | 300 K€      | Mercato d'été | CD Estrela da Amadora (Liga Portugal)      |
| Départ  | Gardien de but    | Alexandre Fernandes | 21  | Drapeau de la France        | Fin de Contrat   | -         | NC          | Mercato d'été | AS Cannes (National 2)                     |
| Départ  | Attaquant         | Taïryk Arconte      | 21  | Drapeau de la Guadeloupe    | Transfert        | NC        | NC          | Mercato d'été | Rodez AF (Ligue 2)                         |
| Type    | Poste             | Nom                 | Âge | Nat.                        | Transfert        | Durée     | Indemnité   | Date          | Provenance/Destination                     |

Âge = âge au moment du transfert; Nat. = nationalité; Date = date ou période du transfert ( = mercato d'été;  = mercato d'hiver)
ArrivéeDépart

#### Mercato hivernal
À venir

## Effectif
En grisé, les sélections de joueurs internationaux chez les jeunes mais n'ayant jamais été appelés aux échelons supérieurs une fois l'âge-limite dépassé ou les joueurs ayant pris leur retraite internationale.

## Préparation d'avant-saison
La pré-saison du Pau Football Club débute par un stage intensif et une série de matchs amicaux. Du 14 au 19 juillet, l'équipe se rendra à Hagetmau pour un stage de préparation.
Le premier match de préparation a lieu le 5 juillet à Carcassonne contre le SC Aubagne AB. Le deuxième match est prévu le 12 juillet à Tarbes contre le Toulouse FC. Le troisième match aura lieu le 18 juillet à Saint-Sébastien contre la Real Sociedad, offrant une occasion de tester l'équipe contre un adversaire qui évolue en LaLiga EA Sports 2025-2026. Le 19 juillet, les joueurs affronteront l'Angoulême Charente FC à Hagetmau. Deux autres matchs amicaux sont programmés : le 26 juillet contre la SD Eibar et le 1er août contre un adversaire à déterminer, tous deux dans des lieux encore à confirmer.

## Compétitions
| Ligue 2 BKT     | Coupe de France |
| --------------- | --------------- |
| 1V 1N 0D        | 0V 0N 0D        |
| TOTAL: 1V 1N 0D |                 |

### Classement
| Rang | Équipe             | Pts | J | G | N | P | Bp | Bc | Diff | Promotion ou relégation                 |
| ---- | ------------------ | --- | - | - | - | - | -- | -- | ---- | --------------------------------------- |
| 1    | AS Saint-Étienne R | 4   | 2 | 1 | 1 | 0 | 7  | 3  | +4   | Promotion en Ligue 1                    |
| 2    | Amiens SC          | 4   | 2 | 1 | 1 | 0 | 5  | 3  | +2   | Promotion en Ligue 1                    |
| 3    | Pau FC             | 4   | 2 | 1 | 1 | 0 | 3  | 1  | +2   | Participation aux barrages de promotion |
| 4    | Montpellier HSC R  | 4   | 2 | 1 | 1 | 0 | 3  | 2  | +1   | Participation aux barrages de promotion |
| 5    | Stade de Reims R   | 4   | 2 | 1 | 1 | 0 | 3  | 2  | +1   | Participation aux barrages de promotion |

### Évolution du classement et des résultats
| Journée  | 1 | 2 | 3 | 4 | 5 | 6 | 7 | 8 | 9 | 10 | 11 | 12 | 13 | 14 | 15 | 16 | 17 | 18 | 19 | 20 | 21 | 22 | 23 | 24 | 25 | 26 | 27 | 28 | 29 | 30 | 31 | 32 | 33 | 34 |
| -------- | - | - | - | - | - | - | - | - | - | -- | -- | -- | -- | -- | -- | -- | -- | -- | -- | -- | -- | -- | -- | -- | -- | -- | -- | -- | -- | -- | -- | -- | -- | -- |
| Rang     | 1 | 2 |   |   |   |   |   |   |   |    |    |    |    |    |    |    |    |    |    |    |    |    |    |    |    |    |    |    |    |    |    |    |    |    |
| Résultat | V | N |   |   |   |   |   |   |   |    |    |    |    |    |    |    |    |    |    |    |    |    |    |    |    |    |    |    |    |    |    |    |    |    |

| Légende : | V = Victoire |  | N = Nul |  | D = Défaite |

### Aller
Le Pau FC a parfaitement lancé sa saison de Ligue 2 en battant Annecy 2-0 au Nouste Camp lors de la 1re journée le 9 août 2025, en présence du premier ministre, François Bayrou. Daylam Meddah a rapidement ouvert le score (8e) avant qu’Omar Sadik ne scelle la victoire sur penalty (78e). Réduit à dix après l’expulsion de  Tiendrébéogo (45e), Annecy a subi la domination paloise. Meddah, repositionné en sentinelle, a brillé par son impact défensif, et sa précision dans le jeu long. Le Pau FC devient le premier leader de la saison. 

### Statistiques individuelles
(En italique, les joueurs partis en cours de saison)
Mise à jour le 05 août 2025

## Affluences

### Affluences match par match
Ce graphique présente l’affluence enregistrée (en milliers de spectateurs) lors de chaque rencontre à domicile du Pau FC toutes compétitions confondues au cours de la saison 2025-2026.
- Total : 0 spectateur en 0 match à domicile, soit une moyenne de 0 par rencontre.
- En Ligue 2 : 0 spectateur en 0 match (moyenne : 0).
- En Coupe de France : 0 spectateur en 0 match (moyenne : 0).